# 中野実 (神学者)
中野 実（なかの みのる、1962年8月18日 - ）は、日本の神学者。東京神学大学教授。

## 経歴
長野県出身。1981年、明治学院東村山高等学校普通科卒業。1985年、東京神学大学神学部神学科卒業。1987年、東京神学大学大学院神学研究科博士前期課程修了。クレアモント大学院大学宗教学部博士課程修了（哲学博士）。日本基督教団正教師。2001年、東京神学大学に着任。教授。
専門分野は新約聖書神学。最終学位は哲学博士（宗教）、クレアモント大学院大学。学位論文題は「神の民を罪から救う者イエス：マタイの救済論の研究」2001年。
所属学会は日本聖書学研究所および日本新約学会。
研究テーマは、長期研究テーマとして史的イエス研究および『福音書』研究。聖書解釈の方法論、とくに正典批評。『ヘブライ書』研究。短期研究テーマとしては『ヘブライ書』の注解書執筆。

## 著書・発表論文
- Minoru Nakano, "Jesus the Savior of God's People from Sin: A Study of Matthew's Soteriology." Ph.D diss. Claremont. Ann Arbor: University Microfilm, 2001.
- 「小さな癒しの物語の中の大きな救いの物語：ルカ13：10－17とイザヤ58章（70人訳）」『神学』63号（東京神学大学神学会、2001年）80-103頁。
- 「救いと躓きの間：マタイの救済論に関する物語批評的考察」『神学』64号、2002年。
- 「『高いところからの力に覆われて』（ルカ24:49）―使徒行伝における聖霊と霊的生活」『紀要』6号、東京神学大学総合研究所、2003年。
- 「今日ヨハネ黙示録を読むために」『紀要』6号、東京神学大学総合研究所、2003年。
- （共同編著） 『新共同訳聖書事典』、日本基督教団出版局、2004年。
- 「イエスとレプラの清め：イエスにとってイスラエルとは？」『聖書学論集38』日本聖書学研究所、2006年。
- 『マタイの物語を味わう：救いとつまずきの間を歩む神の民』（聖書セミナー14号、日本聖書協会、2008年）
- （監修）樋口進、中野実『聖書学用語辞典』、日本基督教団出版局、2008年
- 「『聖餐』の歴史的三つのルーツを探る：個性的であるがゆえに 魅力的な共同体形成を目指しつつ」『まことの聖餐を求めて』教文館、2008年。
- 「『私たちも負債のある者たちを赦しましたように』：イエスの祈りとしての『主の祈り』」『神学』70号、東京神学大学神学会、2008年。
- 「マルコ受難物語・注解ノート（１）」『神学』71号、東京神学大学神学会、2009年。
- 「聖書の『ツァーラアト』『レプラ』をどう翻訳するか」『聖書翻訳研究32号』日本聖書翻訳研究会、2011年。
- 「聖書の原典をたずねて（新約聖書編）」『聖書の翻訳とは：「聖書新共同訳」発刊20年ーそして次の聖書翻訳に向けて』 聖書セミナー15号、日本聖書協会、2011年。
- 「赦しと裁きの間を生きる：マタイ18章をめぐって」『神学』73号、東京神学大学神学会、2011年。
- 「『見よ、私は最後のものを最初のもののように創る』:新約聖書における創造と終末」『神学』74号、東京神学大学神学会、2012年。
- 「キリスト教の洗礼の起源に関する一考察」『伝道と神学』5号、2015年。
- 「聖書正典（カノン）と信仰の規範（カノン）：その相互作用について」『伝道と教会』6号、2016年。
- 共著『新約聖書解釈の手引き』日本キリスト教団出版局、2016年。
- 「全信徒祭司性：その聖書的基礎づけの再検討」『神学』79号、東京神学大学神学会、2017年。

### 訳書
- J・H・チャールズワース（英語版）『これだけは知っておきたい史的イエス』教文館、2012年。